# Progressief Oegstgeest
Progressief Oegstgeest (PrO) is een samenwerkingsverband van GroenLinks en PvdA in de Nederlandse gemeente Oegstgeest. Van mei 2001 tot juni 2013 nam ook D66 deel aan de samenwerking.

## Ontstaan
PrO werd opgericht op 30 november 1993 door de lokale afdelingen van GroenLinks en de PvdA, met als doel gestalte te geven aan een gezamenlijke progressieve politiek binnen de gemeente Oegstgeest. De voornaamste reden voor de vorming van een samenwerkingsverband was de stelling dat één (wat grotere) partij meer kans heeft om haar wensen te realiseren dan meerdere kleinere partijen. In mei 2001 trad ook D66 toe tot PrO. In juni 2013 heeft D66 besloten om weer zelfstandig verder te gaan en zich terug te trekken uit Progressief Oegstgeest. PrO is vanaf dat moment weer doorgegaan als een samenwerkingsverband tussen PvdA en GroenLinks.

## Vereniging

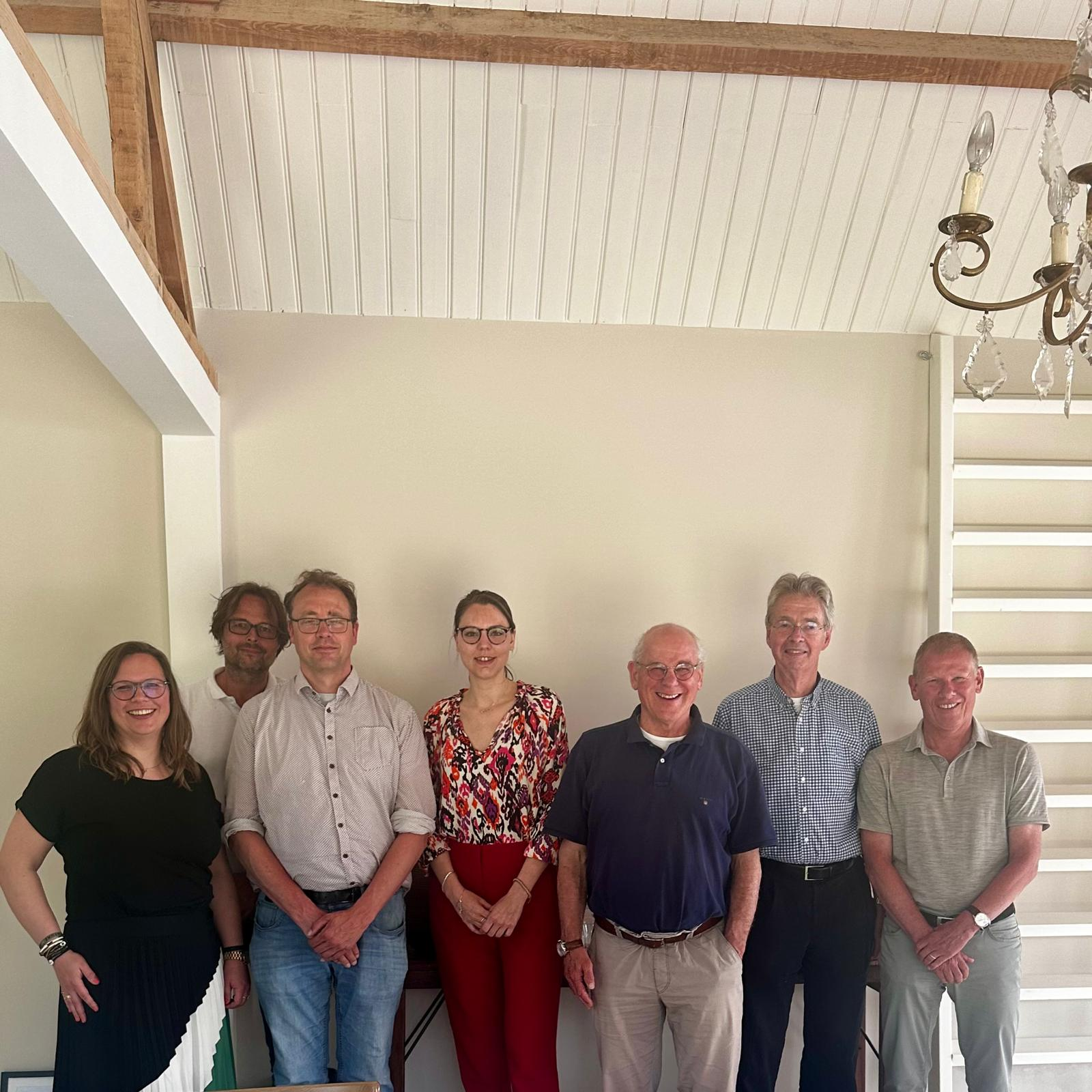
Wethouder, fractie en steunfractie

Progressief Oegstgeest is een zelfstandige vereniging en ingeschreven bij de Kamer van Koophandel. Aan de vereniging ligt een samenwerkingsovereenkomst ten grondslag. Daarin is afgesproken dat de deelnemende partijen zich als afzonderlijke partijen onthouden van activiteiten op het vlak van de gemeentepolitiek in Oegstgeest ten gunste van PrO en het werk van de vereniging ondersteunen waar nodig en mogelijk.

## Fractie en steunfractie
Progressief Oegstgeest bezet sinds 2022 5 van de 21 raadszetels in de Oegstgeester gemeenteraad. 
Het politieke optreden van de fractie wordt mede ondersteund en voorbereid door de steunfractie. Deze bestaat, naast de fractieleden, uit een afgevaardigde van het bestuur, plaatsvervangende commissieleden (meestal de lijstopvolgers van de kandidatenlijst, de mensen die het hoogst op de lijst staan maar (net) niet gekozen zijn) en actieve leden die belangstelling hebben voor onderwerpen die in de gemeenteraad spelen.